# Émile Roux (homme politique)
Pour les articles homonymes, voir Émile Roux (homonymie) et Roux.
Émile Roux, né le 8 mars 1892 à Carcassonne et mort le 17 mars 1979 à Narbonne, est un homme politique français.

## Biographie
Pharmacien de formation, Émile Roux s'installe à Narbonne où très rapidement il participe à la vie politique. Membre de la SFIO  dans les années 1930, il est élu conseiller municipal et adjoint au maire socialiste de Narbonne, le docteur Achille Lacroix. Résistant pendant la Seconde Guerre mondiale, il est décoré de la médaille de la Résistance. Dès la Libération, Émile Roux est membre du comité local de libération. De 1947 à 1948, il est élu maire de Narbonne. Le 7 novembre 1948, il se présente sénateur SFIO de l'Aude et étant opposé au cumul des mandats il démissionne de la mairie.
Il sera Senateur de l’Aude jusqu’au 26 avril 1959, date à laquelle il ne veut pas être réélu.
Émile Roux redevient conseiller municipal socialiste de Narbonne, Francis Vals en étant le maire. Fidèle militant socialiste, Émile Roux a été une plume de la République Sociale, journal socialiste de l'Aude, fondé par Ernest Ferroul.
Le 19 août 1947, il est fait chevalier de la Légion d'honneur
Le 6 décembre 1956, il est élevé au grade de Commandeur de La Légion d'Honneur